# Brienon-sur-Armançon
Brienon-sur-Armançon település Franciaországban, Yonne megyében. Lakosainak száma 3060 fő (2022. január 1.). Brienon-sur-Armançon Bellechaume, Champlost, Esnon, Mercy, Mont-Saint-Sulpice, Ormoy, Paroy-en-Othe és Saint-Florentin községekkel határos.

## Népesség
A település népességének változása:
| Lakosok száma | 3134 | 3152 | 3240 | 3176 | 3173 | 3192 | 3160 | 3110 | 3060 |
|               | 2013 | 2015 | 2016 | 2017 | 2018 | 2019 | 2020 | 2021 | 2022 |